# Sint-Lambrechts-Herk

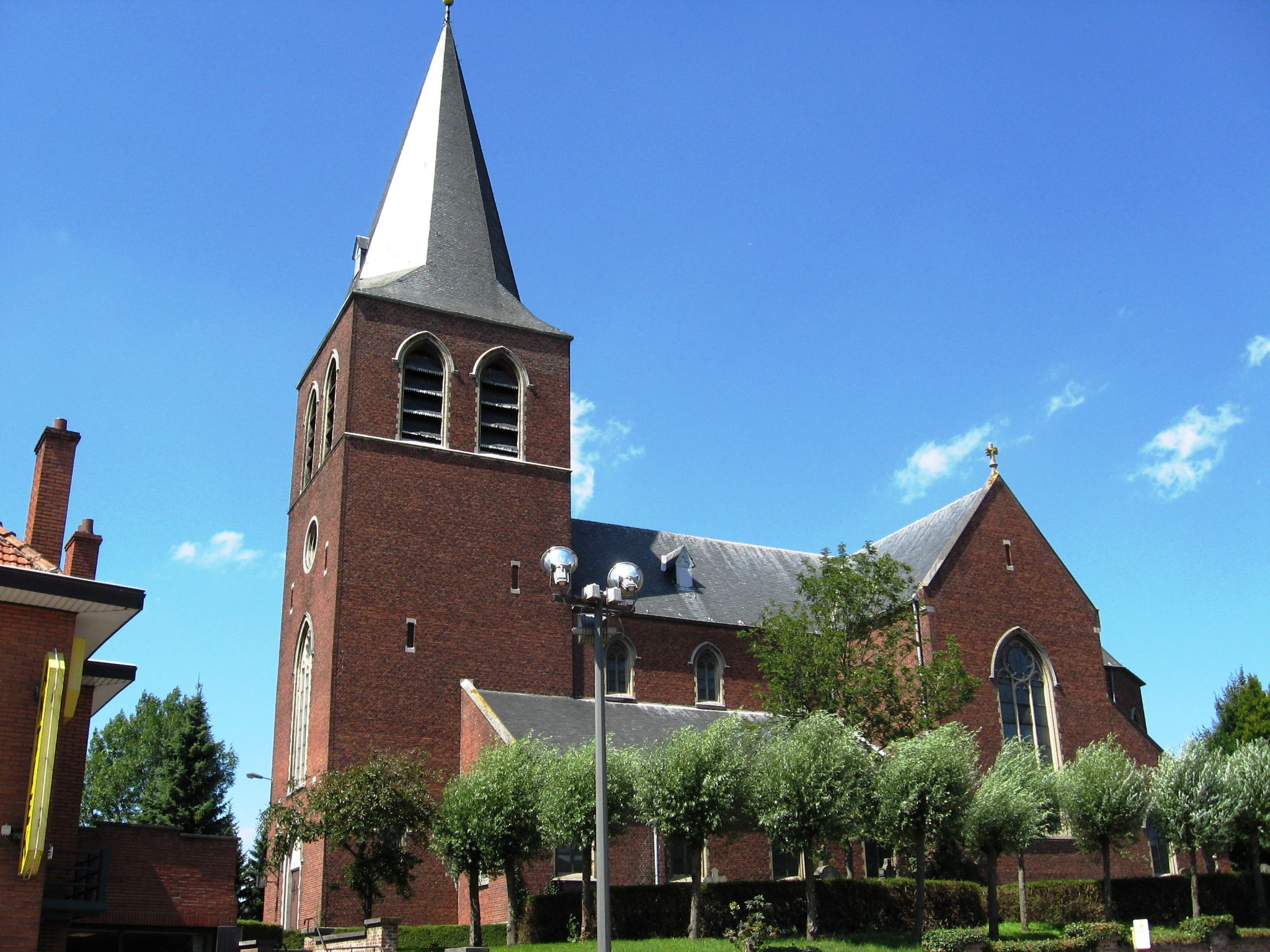
De Sint-Lambertuskerk

Sint-Lambrechts-Herk is een deelgemeente van de Belgische stad Hasselt, het was een zelfstandige gemeente tot aan de gemeentelijke herindeling van 1977.
Het is een kleine, langgerekte deelgemeente, zes kilometer lang op twee kilometer breed. Oorspronkelijk was het een hoofdzakelijk agrarisch dorp, gelegen in vochtig-Haspengouw maar onder invloed van de fusie vervulde Sint-Lambrechts-Herk al vlug een residentiële functie voor de stad.

## Etymologie
De plaats werd voor het eerst vermeld als Herkes (1310) en Herck (1322) naar het riviertje de Herk, in de 14e eeuw ook Hoos Herk (Oost-Herk), waar Wuustherck (West-Herk) voor Herk-de-Stad was gereserveerd. Echter werd rond dezelfde tijd in de geschriften, ter onderscheid, ook Herck Saint-Lambert gehanteerd.
Tegenwoordig is de naam "Moos-Herk" als dialectnaam in zwang. Moos is het plaatselijke dialect voor modder, hetgeen de neerbuigende houding ten opzichte van de landbouwgemeenschap illustreerde. Het zou echter ook op het oorspronkelijk oost betrekking kunnen hebben, dan wel op Maas-Herk, verwijzend naar het feit dat deze plaats een Luikse enclave is geweest.

## Geschiedenis
Aan de oevers van de Herk werden restanten van paalwoningen aangetroffen, en verschillende andere prehistorische objecten. Er is hier geen skelet van een mammoet aangetroffen wat wel beweerd werd. Er is geen enkel archiefbewijs! Waarschijnlijk werd de vondst van de Alkense mammoet (1904) in een put voor zandwinning, in de Meerdegatstraat, achter de hoeve Carlens, later Menten, nu (2020) in restauratie, volgens wens versluisd naar buurgemeente Sint-Lambrechts-Herk.  
In het feodale tijdvak bestond Sint-Lambrechts-Herk uit drie eenheden die alle ondergeschikt waren aan Luik. Dit waren de heerlijkheden Wideux en Schoonwinkel, en het leengoed Ten Hove. Alleen het Kasteel van Wideux is daar nog van overgebleven. Ten zuidoosten van de dorpskom lag nog de Mot, een omgrachte burchtheuvel, die in 1864 werd afgegraven.
Op kerkelijk gebied behoorden deze eenheden tot de Sint-Lambertusparochie, waarvan het patronaatsrecht en het tiendrecht toebehoorden aan het Onze-Lieve-Vrouwekapittel te Hoei.
Na de Franse revolutie ontstond de gemeente Sint-Lambrechts-Herk. De kasteelheren van Wideux speelden hierin een belangrijke rol, maar de laatste graaf van Wideux, ene De Brigode Kemlandt, overleed in 1914.
Sint-Lambrechts-Herk was, tot de gemeentelijke fusie op 1 januari 1977, een zelfstandige gemeente. Sindsdien is het een deelgemeente van Hasselt.

## Demografische ontwikkeling
- Bronnen:NIS, Opm:1831 tot en met 1970=volkstellingen; 1976 = inwoneraantal op 31 december

## Bezienswaardigheden
- De Sint-Lambertuskerk

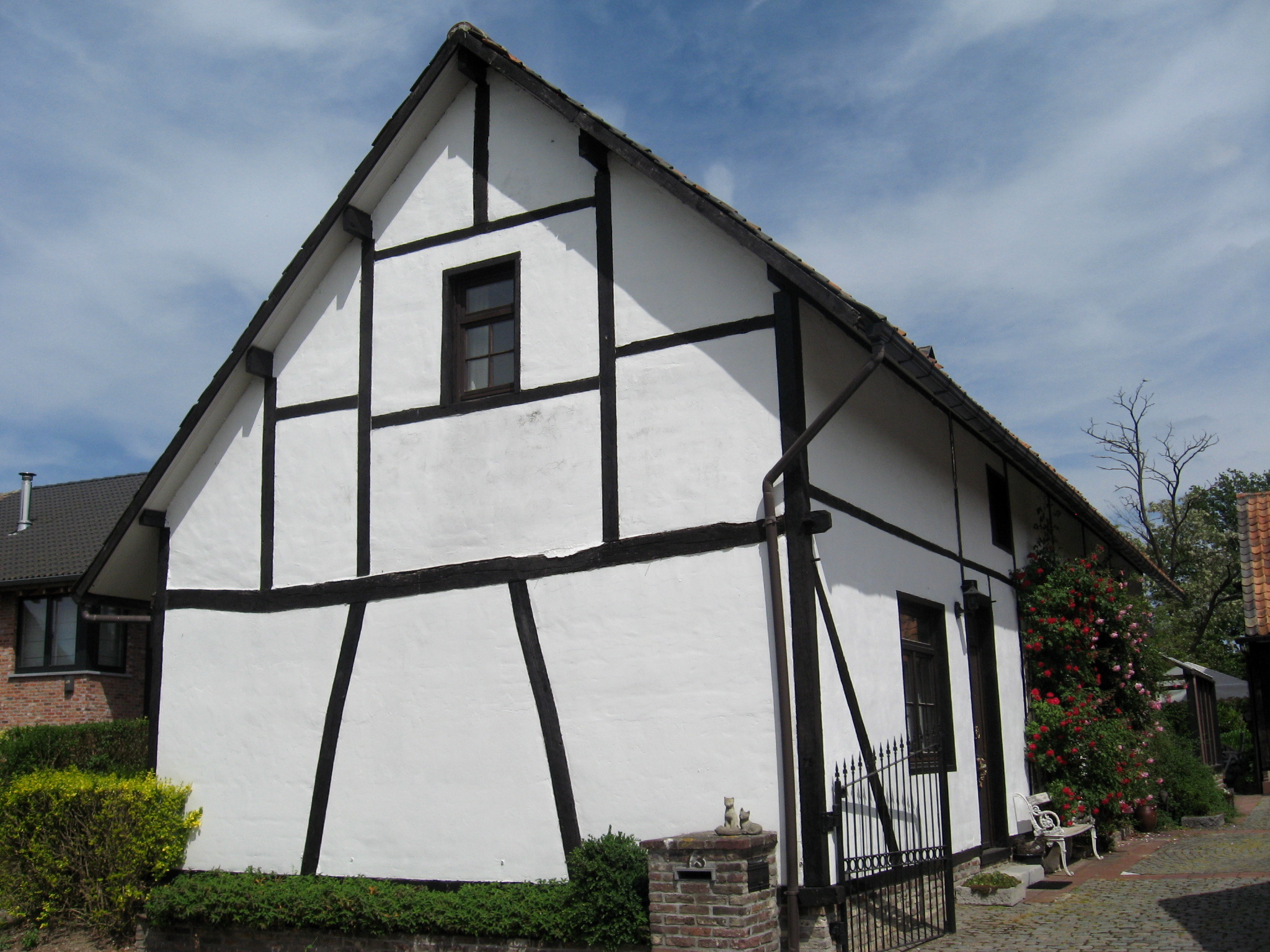
Vakwerkhuis Kattendansstraat 73

- Kasteel van Wideux, met kasteelhoeve en kapel.
- Sint-Lambrechts-Herk kent vele huizen en boerderijen in vakwerkbouw, zoals:
  - Bekstraat 26
  - Bekstraat 32
  - Grote Roost 43
  - Grote Roost 113
  - Hogebergstraat 24
  - Kattendansstraat 73
  - Kattendansstraat 79
  - Kattendansstraat 114
  - Kattendansstraat 132
  - Siegersveldstraat 6
  - Siegersveldstraat 12
  - Siegersveldstraat 17
  - Steenberg 56
  - Sasput 47

Vaak ziet men ook een met pannen bedekte zijgevel.

## Natuur en landschap
Sint-Lambrechts-Herk ligt in Vochtig-Haspengouw. Het dorp ligt geprangd tussen het stedelijke Hasselt en het, evenals Sint-Lambrechts-Herk, agrarische Alken. Het wordt van deze laatste gemeente gescheiden door de Herk en haar zijtak de Mombeek. Beiden zijn dubbelbeken, een ontdubbeling in twee parallel lopende beken, een reeds zeer oude oplossing voor een steeds weerkerend overstromingsprobleem.
In het noorden stroomt nog de Waanbeek, die bij Stevoort in de Herk uitmondt. In het oosten van het gebied ligt een heuvelrug welke tot 66 meter hoogte reikt, op de Nok van Sint-Lambrechts-Herk, deze nok scheidt het bekken van Mombeek en Herk van het Demerbekken. Nok omdat de Boom klei hier ondiep voorkomt in de ondergrond. Deze klei is vettig, donkergrijs en ondoorlatend (Moos!). 
In een ver geologisch verleden werden afwisselend lagen zand en klei afgezet tijdens  langdurige zeeoverstromingen ( transgressies wisselden af met regressies). Het gebeurde  meermaals dat het uitdiepen van een bouwput (waar mul zand op vettige klei voorkwam) het levend begraven van de persoon in de bouwput tot gevolg had; het zand ging plots glijden over de bloot liggende klei. 
Bij de Mombeek vindt men het natuurgebied Mombeekvallei, waar 3  gemarkeerde wandelingen voorkomen.
De Herkvallei vanaf de St-Truider Steenweg tot Stevoort is een N-gebied, decretaal erkend.

## Spoorlijn 21
Station Sint-Lambrechts-Herk is een voormalige spoorweghalte langs spoorlijn 21 (Landen-Hasselt) in Sint-Lambrechts-Herk. De stopplaats was gelegen langs de Paenhuisstraat.
In 1899 werd de stopplaats Sint-Lambrechts-Herk geopend. Het beheer gebeurde vanuit het station Alken. Nadat de stopplaats in 1923 was afgeschaft werd ze in 1937 heropend en in 1957 werd ze definitief gesloten.

## Evenementen
- Volle Bak Herk, het jaarlijks dorpsfeest tijdens het laatste weekend van augustus

## Nabijgelegen kernen
Alken, Kozen, Terkoest, Hasselt, Stevoort